# اثر پروانه‌ای ۲
اثر پروانه‌ای ۲ (انگلیسی: The Butterfly Effect 2) فیلمی در ژانر علمی–تخیلی و مهیج روان‌شناسانه به کارگردانی جان آر. لئونتی است که در سال ۲۰۰۶ منتشر شد.

## داستان
نیک لارسن پس از یک تصادف رانندگی قابلیت سفر در زمان را پیدا می‌کند. او تلاش می‌کنند اشتباهات گذشته را جبران کند و…

## بازیگران
- اریک لایولی
- اریکا دورنس
- داستین میلیگان
- جینا هولدن
- کریس گاوتیر
- جی آر بورن
- سوزان هوگان